# Kläder och mode i 1930-talets Sverige
Kläder och mode i 1930-talets Sverige dikterades av Hollywoodfilmernas glamour  och kan definieras som "elegant, chic, sex appeal, personlig image och surrealism". Även det rådande samhällstillståndet, med den stora depressionen efter börskraschen 1929, påverkade modet och tvingade modeskapare att anpassa sig efter de ny ekonomiska förutsättningarna. En ny, mer konservativ, inställning till mode växte fram.

## Kvinnligt mode

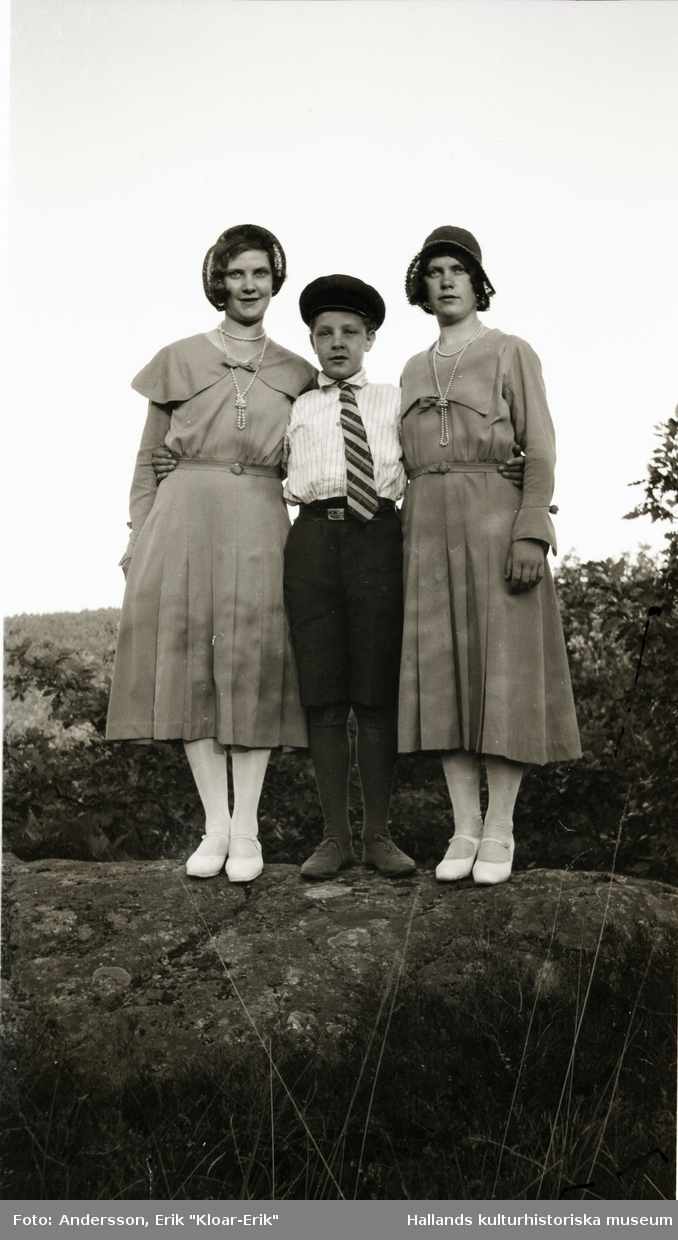
Söndagsklänning på en konfirmation.

I början av 1930-talet blev den kvinnliga klädseln mer feminin med mjuka former vilket var en reaktion på 1920-talets mode, som var mer fritt. 1930-talets ideal var längre kjolar och längre hår, samt tunga tyger vars fall la sig längs den kvinnliga kroppsformen med en markering vid midjan. Mot slutet av 1930-talet ändrades modet i samband med oroligheterna i Europa och stilen blev mer maskulin. Trenden blev istället en mer dämpad färgskala, strama passformer, breda axlar och långbyxor. Materialen ändras till tjockare tyger i bland annat ylle.
Under 1930-talet delades kvinnornas klänningar in i fem olika kategorier utifrån olika tillställningar och dess klädkod: vardagsklänning, söndagsklänning, eftermiddagsklänning, middagsklänning och galaklänning. Vardagsklänningen var det man bar till vardags och var i ett mörkt och slätt material, alternativt en kjol med tillhörande kavaj till vilken man bar en blus eller en jumper under. Klänningen eller kjolen var av kort modell och räckte precis under knäna. Den användes på arbetsplatsen, vid enkla tillställningar så som på kafferep, små vernissager samt vardagliga biograf- och restaurangbesök. Så länge tillställningen innefattade få gäster och inte innebar dans var det vanligt att bära vardagsklänningen. Söndagsklänningen var en mer arbetad modell av vardagsklänningen. Även den var i mörka färger och av kort modell, men den var av ett mer exklusivt material och användes vid tillställningar så som en större lunch, eftermiddagsmottagningar, små fester, på restaurang och konfirmationer. Ofta bar kvinnorna söndagsklänningen i samband med att männen bar kulörta kavajkostymer under till exempel en kavajskutt, det vill säga en ungdomsfest. Eftermiddagsklänningen, även kallad mellanklänningen, sträckte sig längre ner på vaderna men var inte lika lång som en aftonklänning. Klänningen var ofta i ljusare nyanser och sydd i tunnare tyg, ofta med hög krage och långa ärmar. Den kunde bäras på middagar, vid teater- och konsertbesök, på dop och tillställningar med eventuell dans. Den bars även vid begravningar med då i en svart variant. Middagsklänningen var en lång aftonklänning, ofta urringad och utan ärmar, i ljusa eller mörka färger. Under början av 1930-talet var grunden ofta enkel, med udda, nästintill absurda, detaljer. Modet samspelade mycket med den surrealistiska konsten och det var det som gav upphov till innovativa detaljer på annars enkla klädesplagg. Aftonklänningen användes på större middagar, tillställningar med dans, när männen bar smoking eller vid brist på en galaklänning. Galaklänningen var en elegant och parant långklänning som förekom i både ljusa och mörka färger och var ofta urringad och utan ärmar. Den bars vid supéer, galaföreställningar, bröllop, jubileer och stora evenemang.

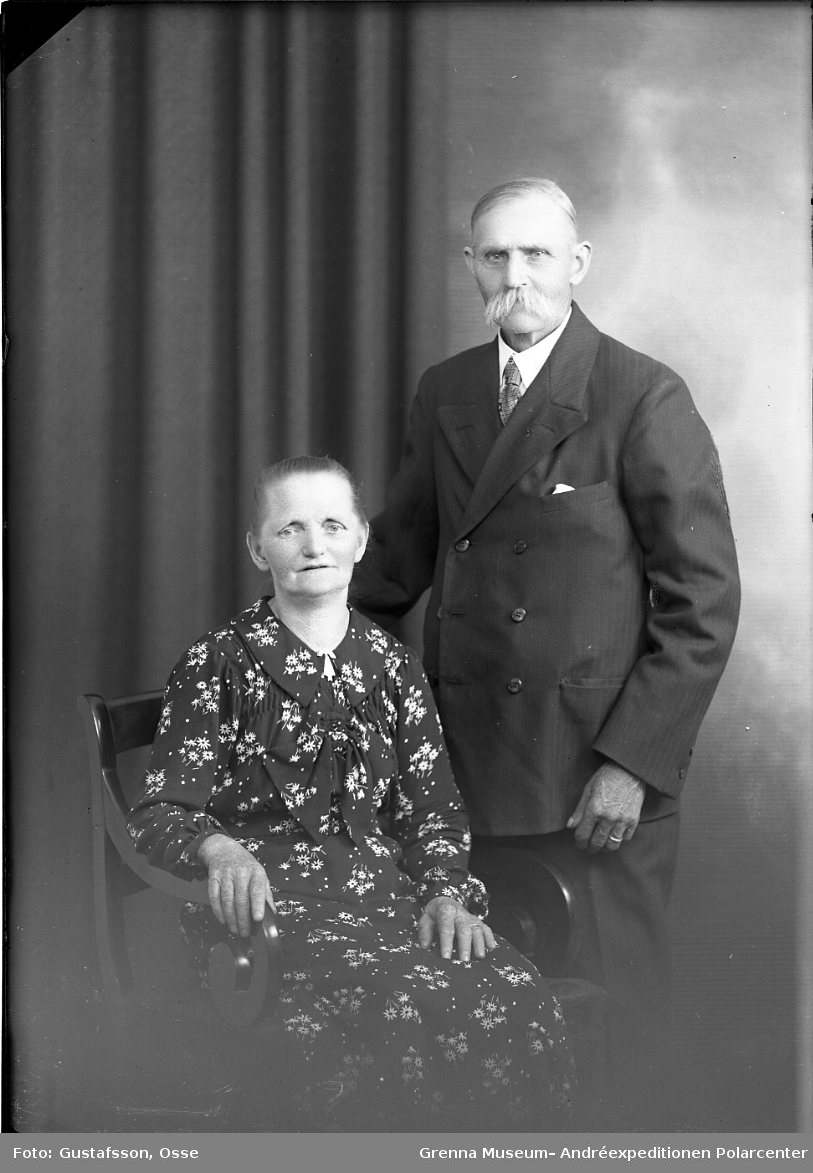
Eftermiddagsklänning och blå kavaj.

## Manligt mode
Mannens kostymer delades upp i fem olika kategorier, likt kvinnans klänningar. De fem kategorierna var kulört kavaj, blå kavaj, jackett, smoking och frack. Kulörta kavajen användes till arbete och mindre bjudningar, ofta med en slips och skjorta i färg. Blå kavaj användes som en allroundkostym. Den kunde användas på såväl arbetsplatsen som på bjudningar och konserter samt besök på teatern och restauranger. I nödfall eller brist på pengar kunde den ersätta en jackett. Jacketten användes annars vid exempelvis bröllop, men även av de mer bemedlade överklassen vid vernissager, kapplöpningar och högtidligare uppvaktningar. Den liknar smokingen men med en längre kavajrygg. Smokingen var svart, dubbelknäppt med sammetsklädda kavajslag och användes enbart på kvällstillställningar där klädkoden var "Smoking". Fracken var den civila högtidsdräkten och användes vid stora högtider och fester, vilket kunde innebära ett bröllop eller en galafestlighet.
Under 1930-talet fortsatte utvecklingen av stickade tröjor, slipovers och pullovers som kom under 1920-talet. De var ofta i en sportig modell och användes både till vardags och på tillställningar där man bar den under kavajen. Strax före första världskriget hade v-ringningen blivit introducerad och under 1930-talet användes den på tröjor med både hög- och halvkrage.

## Jeans och långbyxor
Under 1930-talet influerades modet mer och mer av trender från Amerika. Där hade man redan på 1800-talet börjat producera smidiga arbetskläder med byxor i jeansmaterial vilka fått ett genomslag på den amerikanska marknaden, men det var först runt 1930 som dessa byxor kom till Sverige. Till en början kallades de för cowboybyxor och de användes främst som arbetskläder i hamnar och på fartyg. I samband med att fritid och friluftsliv fick större plats i svenskens vardag växte intresset för oömma och praktiska kläder bland hela befolkningen. Byxor i jeansmaterial utvecklades då till att bli ett universalplagg. När modet blev mer maskulint under slutet av 1930-talet blev även långbyxor som vardagsplagg populärt bland kvinnor, men då i material av tjockare slag, ofta ylle- och crêpetyger.

## Strandmode

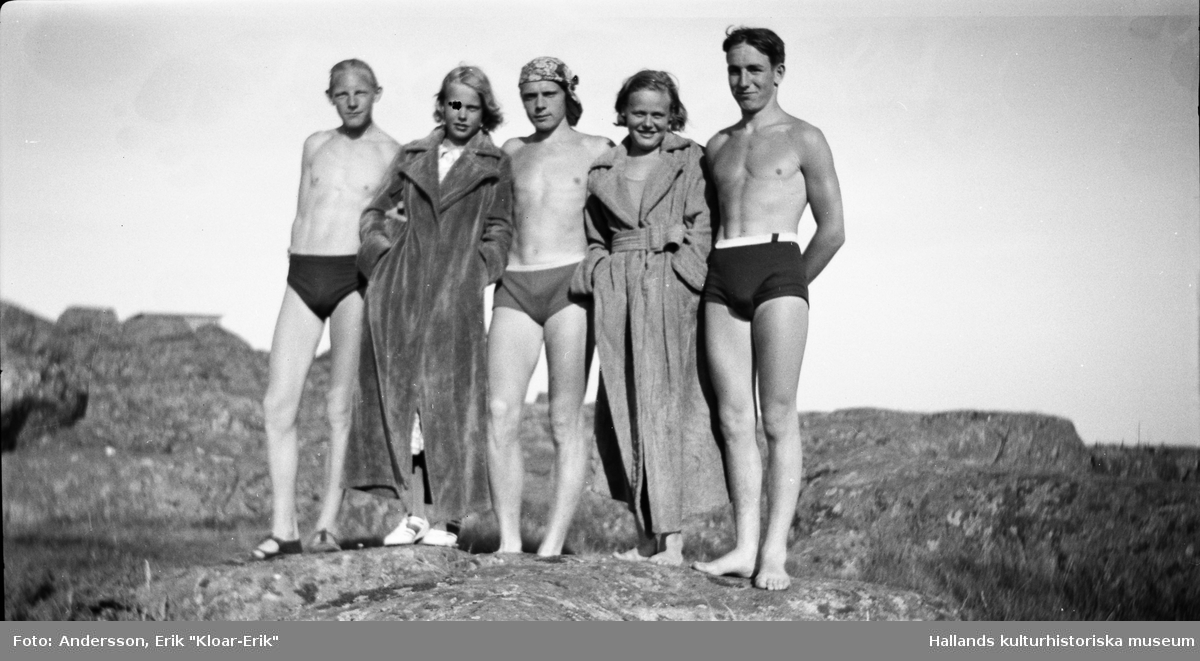
Strandmode: männens badbyxor.

Strandmodet utvecklades under 1930-talet och det kom baddräkter för kvinnor som var formsydda med kjol och insydd behå. Under 1934 och 1935 kom de första tvådelade baddräkterna med en topp och en blandning av shorts och trosa till underdel. Mot slutet av 1930-talet blev det mode med djup rygg på baddräkter då man ansåg att solbrännan var något hälsosamt. Det började även bli mer accepterat att låta sina barn bada nakna i Sverige. Solhattar och solkräm användes fortfarande, men det hade nu blivit mode med solblekt hår. Även männens strandmode ändrades och man började använda korta åtsittande badbyxor med midjeresår, vilket blev föregångare till dagens kalsonger.

## Smycken

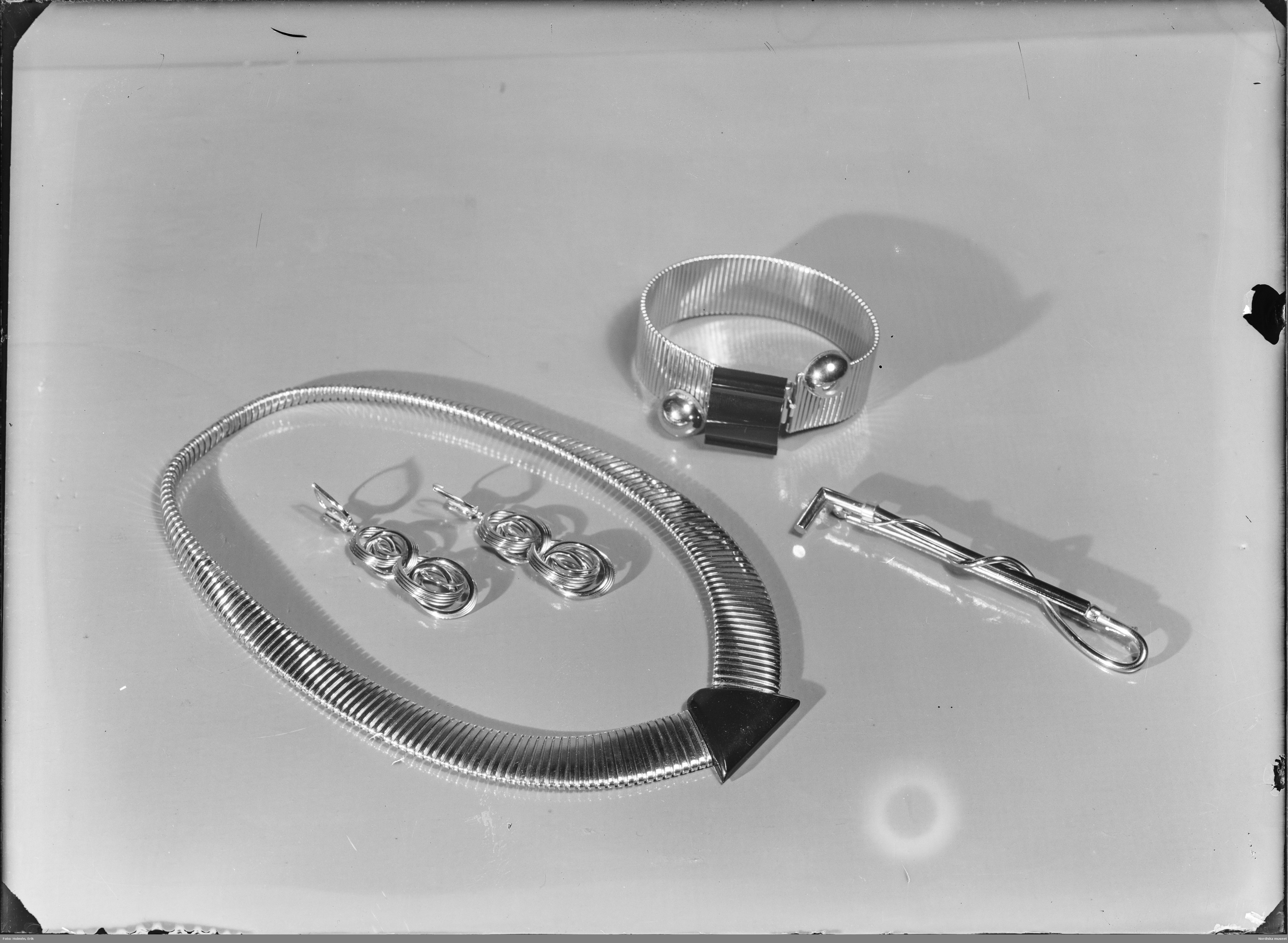
Smycken från 1933.

Under 1930-talet blev det mer accepterat bland kvinnor att bära oäkta smycken. Det var samtidigt viktigt att de oäkta smyckena inte skulle se ut som äkta smycken. Det var inte accepterat bland kvinnor i högre samhällsskikt att bära äkta och oäkta smycken tillsammans. Oäkta ringar fick inte bäras överhuvudtaget. De var även mode att bära diskreta smycken som inte tog för mycket uppmärksamhet. Till vardags bar man enbart några få smycken, så som pärlhalsband, förlovnings- eller vigselring, armband och örhängen. Örhängena skulle vara diskreta och fick inte hänga långt ner från öronsnibben.
Männens smycken innefattade enbart äkta smycken och utgjordes av förlovnings- eller vigselringen, manschettknappar och eventuell vapenring eller klackring. I vissa fall ansågs cigarettetuier och käppar som smycken som män bar. Vapenringen och klackringen skulle vara gjorda helt i guld, eller med plattan gjord av onyx eller karneol. Även männens smycken skulle enligt modet vara diskreta

## Tillverkning

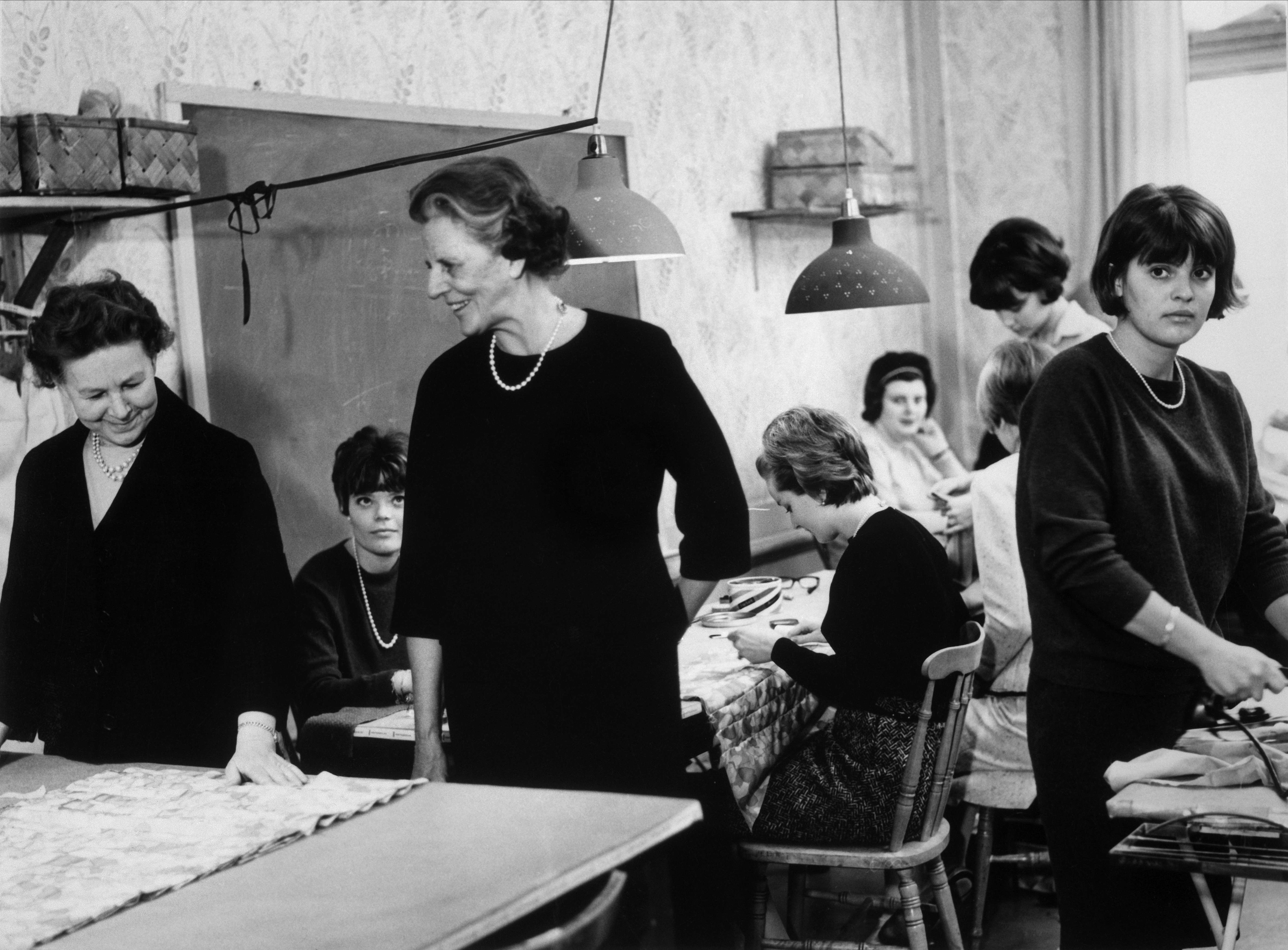
Märthaskolan. Grundaren och föreståndaren Marg von Schwerin med elever.

Textilindustrin var en viktig del av det svenska näringslivet under 1930-talet. År 1930 arbetade 42 757 svenskar inom textilbranschen. Under 1930-talet var nästintill hundra procent av alla kläder som såldes i Sverige sydda och producerade inom landet. Den svenska textilindustrin stod för uppemot 100 procent av alla kardade ulltyger, 60 procent av allt kamgarn och bomullstyger samt 75 procent av alla stickade tyger. Under 1930-talet började även tidningar ge ut "gör-det-själv"-tips och många svenskar sydde, lagade och vårdade sina egna kläder.

### Inflytelserika modehus
Under 1930-talet var det främst två modehus som influerade det svenska modet med sina franska anknytningar.

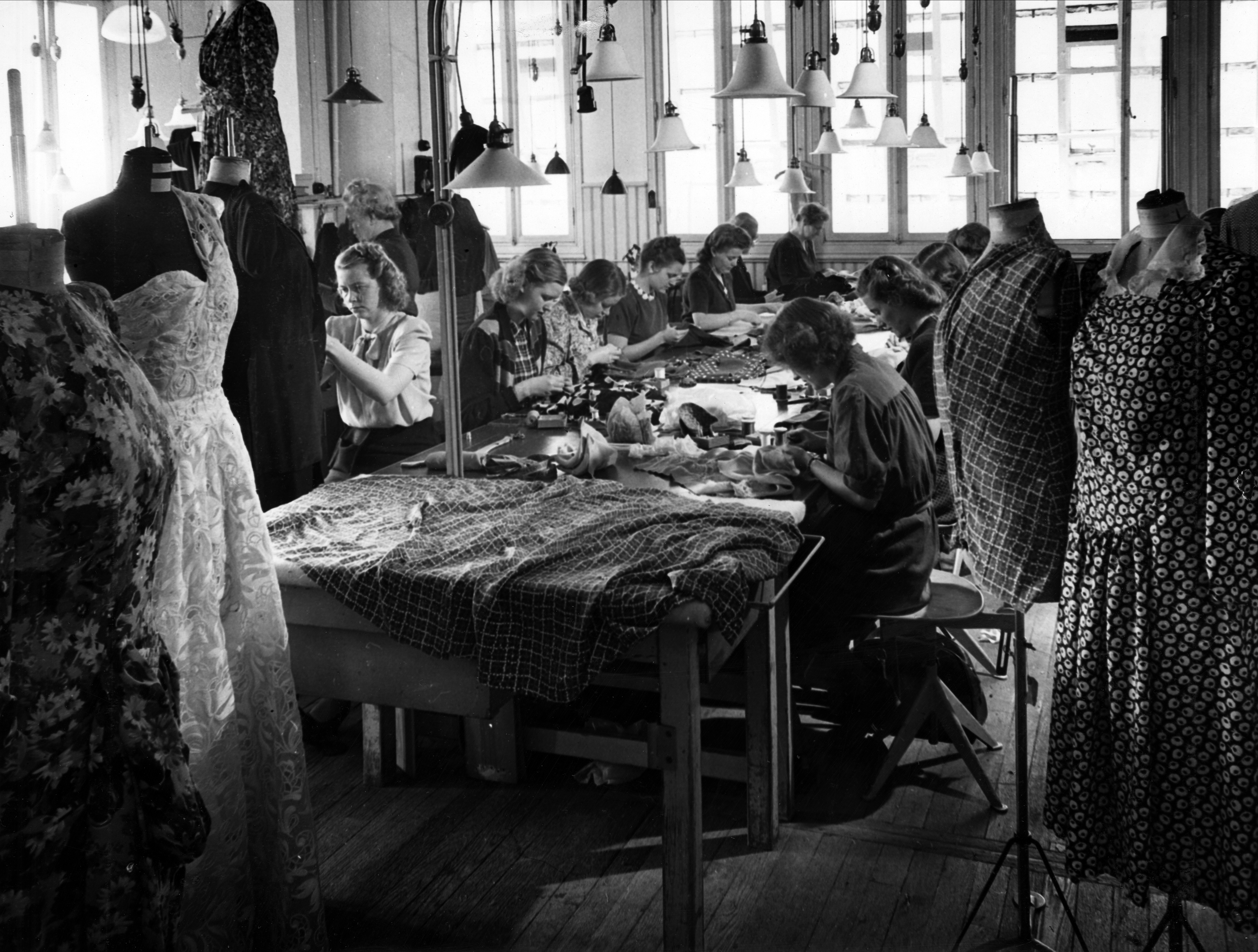
Interiör från Franska damskrädderiet på Nordiska Kompaniet.

#### Märthaskolan
År 1927 öppnades Märthaskolan i Stockholm som kom att påverka modet i Sverige ända fram tills 1975 då skolan lades ner. Märthaskolan grundades av grevinnan Marg von Schwerin som tidigare arbetat som lärarinna på Femina sömnadsskola.  

#### Nordiska Kompaniet
Nordiska Kompaniet är ett varuhus som grundades 1905 av Josef Sachs vid Hamngatan i Stockholm. Från slutet av första världskriget fram till 1967 arbetade en avdelning på varuhuset med sömnad av fransk karaktär. En viktig designer på NK:s franska ateljé var Kurt Jacobsson som var verksam mellan åren 1917 och 1967 och ägnade sig åt haute couture. Kurt Jacobsson utbildade sig i Frankrike och kom sedan tillbaka till Sverige med stor erfarenhet av det franska modet. Hans utbildning influerade därmed den svenska textil- och modeindustrin genom hans arbete på NK.